# Фосфоинозитид-3-киназа
Фосфоинозитид-3-киназы, или фосфатидилинозитол-3-киназы (КФ 2.7.1; англ. Phosphoinositide 3-kinases, PI 3-kinases, PI3Ks) — семейство ферментов, фосфорилирующих фосфатидилинозитол в положении 3D инозитольного кольца. Являются ключевым элементом PI3K сигнального пути.

## Классы
Существует 3 класса фосфоинозитид-3-киназ, которые отличаются по структурной организации, субстратной специфичности и функциям в клетке.

### Класс I
Фосфоинозитид-3-киназы класса I изучены наиболее полно. Главной особенностью киназ этого класса является то, что каждая киназа представляет собой гетеродимер, состоящий из одной регуляторной и одной каталитической субъединиц. Класс I можно подразделить на подклассы IA и IB в зависимости от типа этих субъединиц.
Киназы подкласса IA состоят из одной регуляторной субъединицы, которая может быть представлена 5 изоформами (p85α, p55α, p50α, p85β или p55γ) и одной каталитической субъединицы, имеющей 3 изоформы (p110α, p110β или p110δ). Регуляторные белки p85α, p55α и p50α являются продуктами альтернативного сплайсинга мРНК одного гена PIK3R1, а субъединицы p85β или p55γ — продуктами двух других генов PIK3R2 и PIK3R3. Из регуляторных белков наиболее распространён p85α. Регуляторные субъединицы содержат SH2 и SH3 домены, которые отвечают за взаимодействие с фосфорилированным тирозином тирозинкиназного (ТРК) рецептора.  Каждая каталитическая субъединица является продуктом своего собственного гена (гены PIK3CA, PIK3CB и PIK3CD соответственно отвечают за синтез субъединиц p110α, p110β и p110δ). Изоформы p110α и p110β вырабатываются в большинстве клеток организма, а изоформа p110δ встречается главным образом в лейкоцитах и важна в адаптивном иммунитете. Киназы подкласса IA могут активироваться как рецепторами, ассоциированными с G-белками, так и рецепторными тирозинкиназами.
Фосфоинозитид-3-киназы подкласса IB также являются димерными комплексами и состоят из регуляторного белка p101 или p84 и связанной с ним каталитической субъединицы p110γ. Также как изоформа p110δ, p110γ экспрессируется в основном в лейкоцитах. Киназы подкласса IB активируются рецепторами, ассоциированными с G-белками (GPCR).
Киназы класса I в основном катализируют образование фосфатидилинозитол-3,4,5-трифосфата из фосфатидилинозитол-4,5-дифосфата.

### Классы II и III
Фосфоинозитид-3-киназы классов II и III отличаются от класса 1 по их структуре и функции. Киназы класса II состоят из 3 каталитических изоформ C2α, C2β и C2γ, но не имеют регуляторных субъединиц. Они катализируют образование фосфатидилинозитол-3-фосфата из фосфатидилинозитола, а также фосфатидилинозитол-3,4-дифосфата из фосфатидилинозитол-4-фосфата. Изоформы C2α и C2β экспрессируются всеми клетками организма, а изоформа C2γ — только клетками печени. Особенностью этого класса является также отсутствие C-концевого домена, отвечающего за связывание кальция, поэтому они связывают липид кальций-независимым образом.
Фосфоинозитид-3-киназа класса 3 также катализируют образование фосфатидилинозитол-3-фосфата из фосфатидилинозитола, но существуют в гетеродимерной форме из каталитической субъединицы Vps34 и регуляторного белка p150. Этот класс в основном участвует во внутриклеточном транспорте белков и везикул.

## Ингибиторы
Фосфоинозитид-3-киназный путь является одним из универсальных сигнальных путей, характерных для большинства клеток человека. Он контролирует такие процессы, как: апоптоз, рост и пролиферация клеток, метаболизм. Гиперактивация фосфоинозитид-3-киназного пути в большинстве случаев приводит к развитию онкологических патологий. В этой связи, фосфоинозитид-3-киназы вызывают повышенный интерес как объекты противораковой терапии. Среди ингибиторов фосфоинозитид-3-киназ на данный момент можно выделить следующие перспективные препараты:
- Иделалисиб
- Дувелисиб
- Вортманнин
- LY294002